# Anzeling
Anzeling é uma comuna francesa na região administrativa do Grande Leste, no departamento de Mosela. Estende-se por uma área de 5.92 km², e possui 524 habitantes, segundo o censo de 2018, com uma densidade de 89 hab/km².